# Riviera Vado Basket
L'A.S.D. Riviera Vado Basket è stata una squadra di pallacanestro di Vado Ligure, in Liguria.
Attiva dal 1990, ha partecipato a due campionati di terza serie nazionale ed è stata sciolta al termine della stagione 2010-'11. Ne ha preso il posto la A.S.D. Pallacanestro Vado, iscritta in Serie C

## Storia
La squadra è stata rifondata nel 1990 sulle ceneri della Polisportiva Vadese. Fino al 2001-02 ha militato in Serie D, poi divenuta C2 regionale. Nel 2002 è promossa in Serie C1. Nel 2004/2005 disputa per la prima volta la Serie B.
Nel 2007-08 si è salvata dopo i play-out, disputati dopo essersi classificata all'11º posto nel Girone A di Serie B d'Eccellenza.
Nel 2008-09 è arrivata 10ª nel Girone A di Serie A Dilettanti ed è retrocessa in Serie B Dilettanti dopo i play-out.
Nel 2009-10 il Riviera ha partecipato al campionato di Serie B Dilettanti, Girone C, arrivando in semi-finale play-off promozione.
Nel 2010-11 ha partecipato al campionato di Serie B Dilettanti, Girone A, arrivando alla finale ed è stata promossa in serie A dilettanti.
Il 27 giugno 2011 l'assemblea dei soci ha comunicato l'impossibilità a proseguire le attività della prima squadra e il conseguente scioglimento dell'associazione sportiva. La causa sono i gravi problemi economici (il ritiro degli sponsor, la promozione che implicava costi aggiuntivi, il mancato pagamento degli stipendi arretrati) a loro volta sorti dopo l'incarcerazione del presidente. Il 26 luglio 2011 è stata annunciata la nascita dell'A.S.D. Pallacanestro Vado, che si è iscritta alla Serie D regionale e negli intenti si occuperà prevalentemente del settore giovanile maschile e femminile.